# أوقست سورينسن
أوقست سورينسن (بالدنماركية: August Sørensen)‏ هو منافس ألعاب قوى دنماركي، ولد في 15 نوفمبر 1896، وتوفي في 1 مارس 1979.

## وصلات خارجية
- أوقست سورينسن على موقع أوليمبيديا (الإنجليزية)